# Malé Topolové jezero
Malé Topolové jezero (rusky Малое Топольное озеро) je jezero v Kulundské stepi poblíž dolního toku řeky Burly v Altajském kraji v Rusku. Má rozlohu 13,6 km².

## Vodní režim
Jezero je bezodtoké a zarůstá.

## Okolí
Jihozápadně od jezera se nachází Velké Topolové jezero.